# 静岡県道164号西椎路松長線

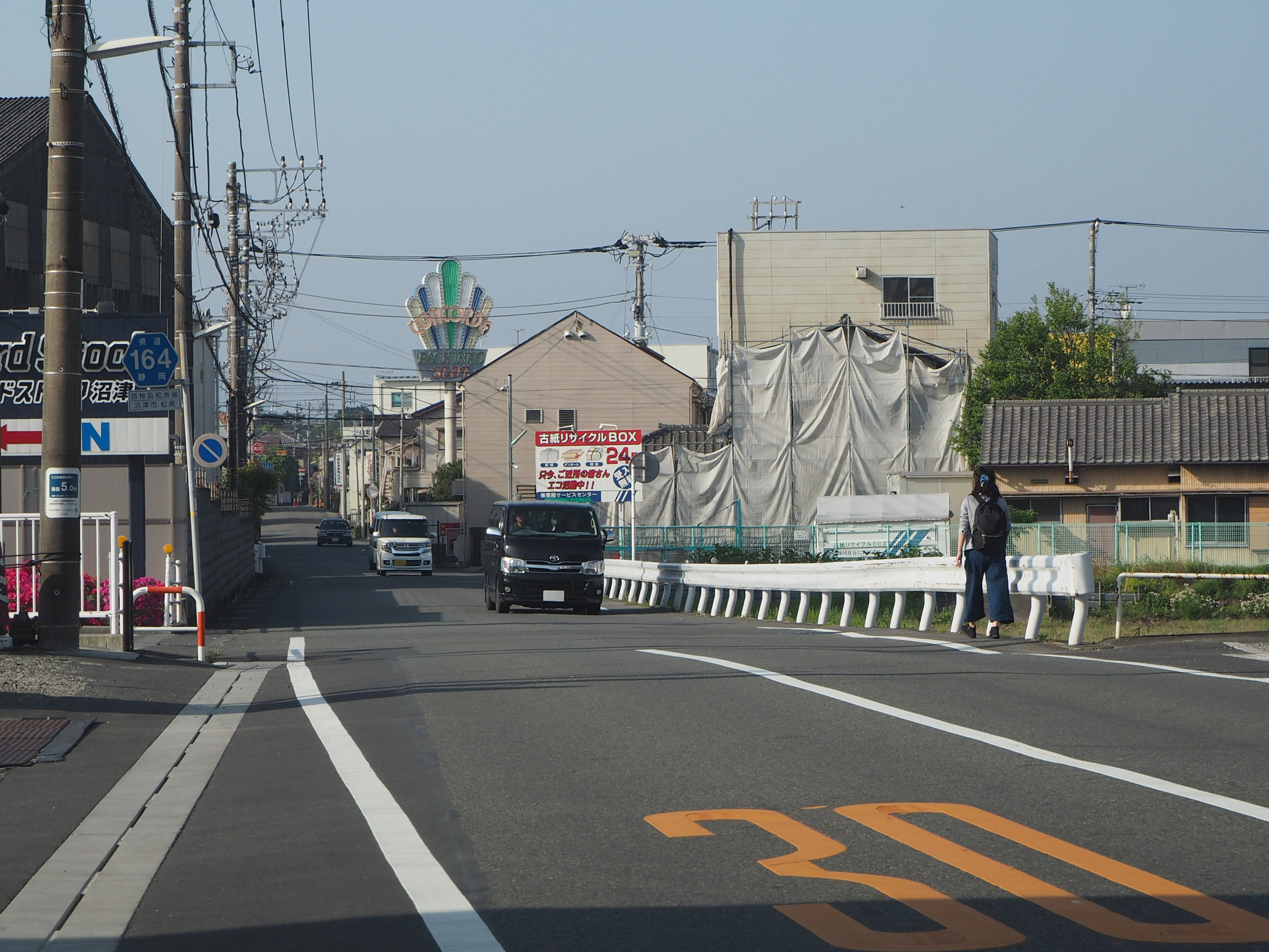
沼津市松長にて

静岡県道164号西椎路松長線（しずおかけんどう164ごう にししいじまつながせん）は、静岡県沼津市にある一般県道であった路線。2024年7月26日付で路線廃止（沼津市道に移管）。

## 概要

### 路線データ
- 起点：静岡県沼津市西椎路 静岡県道22号三島富士線交点
- 終点：静岡県沼津市松長 静岡県道163号東柏原沼津線交点

## 通過する自治体
- 静岡県
  - 沼津市

## 接続・交差する道路
- 静岡県道22号三島富士線
- 国道1号
- 静岡県道163号東柏原沼津線